# Tweenies
De Tweenies is een Brits kinderprogramma, dat zowel in Nederland (Z@ppelin) als in België (Ketnet) op televisie werd uitgezonden. Het programma is bedoeld voor kinderen vanaf vier jaar. In 2012 besloot de NTR te stoppen met het uitzenden van de Tweenies.

## Vaste items
Het programma heeft een aantal vaste items, die door middel van de zogenaamde Tweenieklok geselecteerd worden.
De items die met de Tweenieklok langs komen zijn:
- liedjestijd
- verhaaltjestijd
- televisietijd
- knutseltijd
- nieuwtjestijd
- verrassingstijd

De spreuk is altijd: "Tweenieklok weet jij waar die stopt?".

## Personages
De show gaat over vier kinderpoppen, die vele avonturen beleven: Jake, Bella, Fizz en Milo.
In het verhaal komen ook twee volwassenpoppen voor, Judy en Max. Judy helpt de kinderen corrigeren en Max helpt de kinderen met kleine klusjes en doe-het-zelf werkjes.

### Jake
Jake is 3 jaar, wil met iedereen spelen, maar mag dat niet altijd. Dat vindt Jake niet altijd even leuk. Jake is de jongen met de gele kuif. En groen is z'n lievelingskleur.

### Fizz
Fizz, bijna 4 jaar, is een meisje dat het liefst de hele dag knutselt. Ze doet aan ballet en giechelt graag. Roze is haar lievelingskleur. Fizz is het meisje met het bruinachtige haar en heeft altijd iets roze aan.

### Milo
Milo is al 4 jaar en is altijd zeer vrolijk. Milo is de paarse jongen. Hij kan ook weleens ondeugend zijn. Zijn lievelingskleur is blauw. Daarom zegt hij vaak "blauw blauw ik houd van jou". Milo´s uitroep is "fantastico!"

### Bella
Bella is de oudste en weet het meeste. Ze speelt graag verhaaltjes na. Ze helpt ook graag de anderen. Bella is het blonde meisje. Bella speelt ook altijd de baas en wil altijd als eerste zijn. Haar lievelingskleur is rood.

### Doodles
De Tweenies zijn dol op Doodles, de hond. Doodles wil graag meespelen en zingt soms ook mee.

### Judy en Max
Max en Judy zijn de volwassenen in het huis, die de Tweenies volgen bij hun avontuurlijke ontdekkingen. Ze zijn streng, maar wel eerlijk en houden van grappen. Ze zijn altijd aardig terwijl ze de kinderen op zachte wijze in de juiste richting sturen.

## Nederlandse stemmen
In de Nederlandse versie hebben de volgende acteurs hun stemmen verleend aan de karakters:
- Bella: 1e seizoen: Brigitte Nijman, overige: Lizemijn Libgott
- Doodles: Reinder van der Naalt
- Fizz: Anneke Beukman
- Jake: Dieter Jansen
- Judy: Karin van As
- Max:  Rik Hoogendoorn, overige: Bartho Braat
- Milo: Dennis Kivit

## Lijst van afleveringen
1. De Tweenie band
2. Ik ben ik
3. Oud huis
4. Ik ben bang
5. Zeemeerminnen
6. Ballet
7. Ik ben m'n trein kwijt
8. Telefoon
9. Ik ben te klein
10. Ik was het niet
11. Lawaai en stilte
12. Slechte bui
13. Bal
14. Max doet het zelf
15. Regenboog magie
16. Draken
17. Kleiderklei
18. Aan elkaar
19. Glimmend metaal
20. Groot en klein
21. Verjaardag
22. Lakens
23. Dansende dieren
24. Stempelen
25. Rollen
26. Regenachtige dag
27. Doos
28. Wollen trui
29. Toverfee
30. Kanaalboot
31. Hik
32. Ga weg Bella
33. Dat kan ik niet
34. Milo de clown
35. Afval
36. M'n schoen is weg
37. Kom naar beneden, Doodles
38. Bijleggen
39. Water
40. Voelen
41. Weiland
42. Restaurant
43. Zere vinger
44. Milo's step
45. Het is een cirkel
46. Oh oh, ik krimp
47. Pannenkoeken
48. 1,2,3,4,5
49. Erin en eruit
50. Geen boeken
51. Fantasievriendje
52. Lente
53. Bouwblokken
54. Roze is fantastisch
55. Milo's rare sokken
56. Dank je, Milo
57. Thee drinken
58. Wij missen Bella
59. De Tweenie Race
60. Dapper als een leeuw
61. De muur
62. Lammetjes
63. Bloemen
64. Vieze handen
65. Niet kietelen
66. Een donkere dag
67. Het magische woord
68. Daar kan je niet heen
69. Stenen
70. Logeren
71. Motorboot
72. TV
73. Langzaam en snel
74. Roodkapje
75. Oude foto's
76. Supermarkt
77. Bloembollen
78. Zee dingen (Ik ga heel ver weg)
79. Rosalie Rose
80. Oogst
81. Judy's schilderij
82. Reddingsboot
83. Max gaat kamperen
84. Fruitmarkt
85. Armband
86. Dierentuin
87. Tekens
88. Friemel vingers
89. Groen
90. Vliegen
91. De vlinder
92. Boven op de berg
93. Dino museum
94. De verdwaalde kikker
95. Het platteland
96. De minibeestjes (Kleine beestjes)
97. Spiegeltje, spiegeltje
98. Paarden
99. Kasteel
100. Versjesland
101. Veerboot
102. Het dinopark
103. Judy's gitaar
104. De monster picknick
105. Die hoort er niet bij
106. Vierkanten
107. De kabourtjes
108. Stennen
109. Aladdin
110. Politie
111. Fluiten
112. Zorgen voor een huisdier
113. Oud dingen, nieuwe dingen
114. Buiten gesloten
115. Bruggen
116. Tovenaars
117. Duwen
118. Het is een geheim
119. Konijnen en olifanten
120. Winderige dag
121. Het beekje
122. De vrienden
123. De spin
124. Bladeren
125. De schutkleuren
126. Herfst
127. De stadswandeling
128. De muis
129. Dit zijn de regels
130. De Tweenie sportdag
131. Papier
132. De brandweer
133. Diwali
134. Een verhaal uit India
135. Opruimen
136. Het plakboek van Fizz
137. Onderwaterwereld
138. Stout zijn
139. Milo's sinaasappel
140. De Droedels van Doodles
141. De magische magneten
142. De ballon
143. De piraten
144. De dinosaurus van Fizz
145. Eieren
146. Niezen
147. Stip naar stip
148. Vermist
149. De trompet
150. Lui
151. Giraffen
152. Klappen
153. Foppen
154. De postbode
155. Dagindeling
156. Over en onder
157. Kracht
158. Max z'n verjaardag
159. Kleuren mengen
160. Ik vind het niet lekker
161. Pot met goud
162. Gevallen ster
163. Kerstfee
164. Kerstman's hulpje
165. Uitnodigingen
166. Koele Wilson
167. Wensen
168. Voorbereiden
169. Jake en den Bonenstaak
170. De geboorte van Jezus
171. Kerstavond
172. Bella's grote verrassing
173. Cool
174. Heteluchtballon
175. Ik ben magisch
176. Rare kapsels
177. Ik ben beter dan jij
178. Rood zien
179. Teddybeer dag
180. Da's een hare hoest, Doodles
181. Ik schreeuw
182. Olifanten
183. Dappere Doodles
184. Drijven is fantastico
185. Milo's oerwoud
186. Ik eerst
187. Max laat de stoppen doorslaan
188. IJsberen
189. Warm en koud
190. Kopieën
191. Winter
192. Het gaat rond en rond
193. Vertel het Bella
194. De koning met vieze voeten
195. Ik kan niet wachten
196. Vorst
197. Chinees oud en nieuw
198. Trekken
199. Octopus
200. Jake z'n popje
201. Gek aapje
202. Landweggetje
203. Stokjes
204. Als ik ouder ben
205. Mijn lichaam
206. Bloemenwinkel
207. Van wie hou jij?
208. Oud metaal
209. Fizz zuigt op d'r duim
210. Ridders
211. Dit is kunst
212. Mozaïek
213. Tijgers
214. Waardeloos
215. Bijzonder talent
216. Busritje
217. Slangtastico
218. Jake's uitbarsting
219. Grappige Bella
220. Mannetje in de maan
221. Glasblazen
222. Bananen
223. Blues
224. Jake's knuffel
225. Schetsjes
226. Zelfportret
227. Nog eens
228. Springen
229. Favoriet liedje
230. Zwemmen
231. Ssst!!
232. De avond valt
233. Dat is van mij
234. Chagrijnige Max
235. Ruimte
236. De poppenkast
237. Geluiden
238. Roddelen
239. Ziek in bed
240. Winkel op de hoek
241. Schooluitvoering
242. Melken
243. Glas in lood
244. Ziekenhuisbed
245. Zomer
246. Rotsen
247. Vuurtoren
248. Hoog en laag
249. Londense boten
250. Zand
251. Treinreis
252. Metro
253. Pottenbakkerij
254. Zeer gespannen
255. De kleine blauwe planeet
256. De wonderwenswinkel
257. Kerstochtend